# Hulda the Silent
Hulda the Silent est un film muet américain réalisé par Otis Turner et sorti en 1916.

## Fiche technique
- Réalisation : Otis Turner
- Scénario : F. McGrew Willis, d'après une histoire d'Otis Turner
- Date de sortie : États-Unis : 20 mai 1916

## Distribution
- Lois Wilson
- Harry Carter
- Maude George
- Bertram Grassby
- Frank Smith